# S/2003 J 18
S/2003 J 18 es un satélite irregular retrógrado de Júpiter. Fue hallado por un grupo de astrónomos liderados por Brett J. Gladman el 11 de abril de 2003.
S/2003 J 18 tiene cerca de 2 kilómetros de diámetro, y orbita a Júpiter a una distancia de 19,813 Millones de km en 569,728 días, con una inclinación de 147° respecto de la eclíptica (149° de ecuador de Júpiter), con un movimiento retrógrado y con una excentricidad de 0,1570.
Pertenece al grupo de Ananké, satélites retrógrados irregulares en órbita alrededor de Júpiter entre 19,3 y 22,7 millones de km, con inclinaciones de unos 150°.